# Kinattinkara Sankaran Nair
Kinattinkara Sankaran Nair es un diplomático, indio retirado.
- En 1943 entró a la Indian Police en el Raj británico en Madras.
- Después de la independencia de la India en 1948 la Indian Police fue rebautizado en Bhāratīya Pulis Sevā.
- De 1943 a 1950 fue asistente superintendente de la Policía, superintendente atajado de la Policía y asistente inspector general de la Policía en Madras.
- De 1950 a 1960 fue asistente, director adjunto de la oficina de inteligencia del ministerio del interior.
- De 1960 a 1961 fue a la disposición del gobierno de Ghana.
- De 1961 a 1968 fue director adjunto en la oficina de inteligencia.
- De 1968 a 1977 fue secretario adjunto y secretario especial.
- Después de la Guerra de Liberación de Bangladés el Research and Analysis Wing creció.
- Del 25 de junio de 1975 al 21 de marzo de 1977 el gobierno de Indira Gandhi tenía el Estado de emergencia.
- El gobierno de Morarji Desai designó Kinattinkara Sankaran Nair como director del Research and Analysis Wing.
- Kinattinkara Sankaran Nair no estaba dispuesto a reducir el tamaño de este servicio y resignó en protesta.
- En 1978 fue el secretario de la Minorities Commission del Ministerio de Interior.
- De 1986 a 1988 fue Alto Comisionado en Singapur.[1]